# Upravni okruzi Srbije
Upravni okruzi Republike Srbije - Republika Srbija je uređena Zakonom o teritorijalnoj organizaciji, usvojenim u Narodnoj Skupštini 29. prosinca 2007. godine. Prema Zakonu, osnova teritorijalne organizacije i lokalne samouprave čine općine, gradovi i naseljena mjesta.
Upravni okruzi nisu oblik lokalne samouprave niti dio teritorijalne organizacije Republike Srbije, već način obavljanja državne uprave. Prema Zakonu o državnoj upravi je određeno da se upravni okrug obrazuje radi izvršenja poslova državne uprave izvan sjedišta organa državne uprave.
Uredbom Vlade Republike Srbije, od 29. siječnja 1992. godine, određeni su poslovi državne uprave koje ministarstva obavljaju izvan svojih sjedišta u okruzima kao područnim centrima državne vlasti. Prema uredbi Vlade Srbije iz veljače 2006. godine okruzi mijenjaju ime u upravni okruzi.

## Upravni okruzi u Srbiji

### GradBeograd
Grad Beograd ima status posebne teritorijalne jedinice u Srbiji, koja ima svoju autonomnu upravu: Skupštinu grada, gradonačelnika i Gradsku vladu. Teritorij Beograda je podjeljen na 17 općina, koje imaju svoje lokalne organe vlasti.
1. Mačvanski upravni okrug
2. Kolubarski upravni okrug
3. Podunavski upravni okrug
4. Braničevski upravni okrug
5. Šumadijski upravni okrug
6. Pomoravski upravni okrug
7. Borski upravni okrug
8. Zaječarski upravni okrug
9. Zlatiborski upravni okrug
10. Moravički upravni okrug
11. Raški upravni okrug
12. Rasinski upravni okrug
13. Nišavski upravni okrug
14. Toplički upravni okrug
15. Pirotski upravni okrug
16. Jablanički upravni okrug
17. Pčinjski upravni okrug

### APVojvodina
1. Sjevernobački upravni okrug
2. Srednjobanatski upravni okrug
3. Sjevernobanatski upravni okrug
4. Južnobanatski upravni okrug
5. Zapadnobački upravni okrug
6. Južnobački upravni okrug
7. Srijemski upravni okrug

## Kosovo
Nakon proglašenja neovisnosti Republike Kosovo, te njenog prelaska pod privremenu upravu misije UN-a 1999., u ovoj je pokrajini usvojena drugačija teritorijalna organizacija. 

#### APKosovo i Metohijaprema zakonima Republike Srbije
1. Kosovski upravni okrug
2. Pećki upravni okrug
3. Prizrenski upravni okrug
4. Kosovsko-Mitrovački upravni okrug
5. Kosovsko-Pomoravski upravni okrug

#### UNMIK-ovi okruzi naKosovu
Pod UNMIK-ovom administracijom su godine 2000. uspostavljeni novi okruzi na Kosovu. To su:
- Đakovički okrug, sa sjedištem u Đakovici.
- Gnjilanski okrug, sa sjedištem Gnjilanama.
- Kosovskomitrovački okrug, sa sjedištem u Kosovskoj Mitrovici.
- Pećki okrug, sa sjedištem u Peći.
- Prištinski okrug, sa sjedištem u Prištini.
- Prizrenski okrug, sa sjedištem u Prizrenu.
- Uroševački okrug, sa sjedištem u Uroševcu.